# Зоран Јанковић (фудбалер)
Зоран Јанковић (буг. Зоран Янкович; Инђија, 8. фебруар 1974) је бивши српско-бугарски фудбалер и садашњи фудбалски тренер. Играо је на позицији нападача.

## Каријера

### Играчка каријера
Прошао је омладинску школу Инђије, за први тим је дебитовао са 15 година. Затим је прешао у чачански Борац, одакле је отишао у Крагујевац на одслужење војног рока. У том периоду је играо за Арсенал из Крагујевца. За Железник наступао од 1996. до 1998. године, и за то време клуб је ушао у прву лигу. Потом је прешао у Војводину, за коју је наступао до 2000. године. У јуну, исте године, напушта Србију и потписује за бугарски Литекс. Са Литексом је 2001. освојио куп Бугарске. У сезонама 2000/01 и 2001/02 је био страни фудбалер који је постигао највише голова у првенству, по 13 у обе сезоне и постао је један од најбољих страних фудбалера који су наступали за Литекс. После Литекса одлази у кинески Далијан Шајд, за који ће играти од 2002. до 2007. године. У Кини осваја две титуле првака и један куп. Током 2004. је био на позајмици у Литекс, са којим ће освојити куп Бугарске други пут у каријери. У Литекс се враћа трећи пут 2007. године, и по трећи пут осваја бугарски куп. Од 2008. је играч кипарског Етникоса, да би се 2009. године вратио у Инђију, за коју ће играти до 2011. и завршити играчку каријеру.

### Тренерска каријера
По завршетку играчке каријере, исте године постао је тренер Инђије. Током 2012. је био тренер Баната, да би фебруара 2013. постао тренер Новог Сада, са којим је потписао уговор до јуна месеца. Од 2015. године је водио Пролетера из Новог Сада. У јануару 2016. преузима кинески Хеилонђијанг Лава Спринг.

## Репрезентација
Убрзо по доласку у Литекс, након три месеца, Јанковић добија бугарско држављанство, да би после годину дана добио позив да наступа за Бугарску. Дебитује за репрезентацију фебруара 2002. године у пријатељској утакмици против Хрватске у Ријеци, која је завршена резултатом 0:0. Свој први гол је постигао против Белгије у Бриселу, септембра 2002. године, у победи Бугарске која је завршена резултатом 2:0. Био је део репрезентације која је учествовала на Европском првенству 2004. године у Португалији, на којем је одиграо све три утакмице у групи, у којој је Бугарска завршила на последњем месту. За Бугарску је наступао у периоду од 2002. до 2007. године, забележио је 30 наступа и постигао је 2 гола.

## Трофеји
Литекс
- Куп Бугарске (3): 2000/01, 2003/04, 2007/08

Далијан Шајд
- Суперлига Кине (2): 2002, 2005
- Куп Кине: 2005